# Makowiec-Leśniczówka
Makowiec-Leśniczówka – osada leśnaw Polsce położona w województwie mazowieckim, w powiecie radomskim, w gminie Skaryszew.
W latach 1975–1998 miejscowość administracyjnie należała do województwa radomskiego.